# زن بیونیک (مجموعه تلویزیونی ۲۰۰۷)
زن بیونیک (به انگلیسی: Bionic Woman) یک مجموعه تلویزیونی آمریکایی علمی–تخیلی است.
این مجموعه بازسازی مجموعه زن بیونیک که در سال ۱۹۷۶ تولید شده بود، است.